# (17656) Hayabusa
Pour les articles homonymes, voir Hayabusa.
(17656) Hayabusa est un astéroïde de la ceinture principale.

## Description
(17656) Hayabusa est un astéroïde de la ceinture principale. Il fut découvert le 6 novembre 1996 à Chichibu par Naoto Satō. Il présente une orbite caractérisée par un demi-grand axe de 2,81 UA, une excentricité de 0,08 et une inclinaison de 3,5° par rapport à l'écliptique.

## Compléments